# Rendez-vous (ontmoeting)
Een rendez-vous is een geplande ontmoeting.

## Personen
Bij een rendez-vous van twee of meer personen spreken die af elkaar op een bepaalde plaats en een bepaald tijdstip te ontmoeten. In het Engels noemt men dit een appointment.
In het Frans denkt men aan een samenkomst op een bepaald adres, vaak tussen minnaars. In het Engels en Nederlands is tegenwoordig het woord date gebruikelijker.
De woorden Rendez vous à Paris betekenen Ga naar Parijs, letterlijker Begeef je naar Parijs. Ze kunnen ook worden uitgelegd als Afspraak in Parijs.
In het Engels gaat het meer om een afgesproken ontmoeting tussen reizigers. Twee reizigers die samen onderweg zijn kunnen met elkaar afspreken dat ze, als ze elkaar uit het oog verliezen, op een bepaalde plaats weer zullen ontmoeten. Een dergelijke afspraak was vooral belangrijk in de tijd toen er nog geen moderne communicatiemiddelen bestonden.

## Ruimtevaart
In de ruimtevaart is een rendez-vous een ontmoeting tussen twee ruimtevaartuigen, waarbij niet alleen gezorgd wordt voor een gelijke positie, maar ook een gelijke snelheid (grootte en richting). Vaak wordt dit gevolgd door koppeling.
Een ruimterendez-vous werd voor het eerst met succes geoefend tussen de Gemini 6A en de iets eerder gelanceerde Gemini 7. Het was de bedoeling dat de Gemini 7 zou koppelen met een onbemande Agena-raket, die de Gemini naar een hogere baan zou brengen, maar de raket was na de lancering geëxplodeerd. Daarom werd besloten tot een rendez-vous tussen de Gemini's. Van een koppeling was toen geen sprake, de Gemini's waren niet geschikt om gekoppeld te worden, en men beperkte zich tussen een ontmoeting op korte afstand.
De oefening was van groot belang voor de latere maanlandingen. Na het opstijgen moet de maanlander koppelen met het moederschip, dat in een baan om de maan is gelegd.
Thans is een rendez-vous routine voor de verbinding met een ruimtestation.